# 法果
法果（ほうか）は、中国北魏の僧。道武帝・明元帝2代にわたって道人統の任にあった。趙郡の人。

## 略歴
40歳で出家し、戒行は厳であって、仏典にもよく通じていた。皇始年間に、道武帝が、その名声を耳にして、詔によって平城に招いた。その後、道人統に任じて、僧徒を管掌させた。
法果の口癖は、「太祖（道武帝）は、叡明で仏教を好まれる天子であり、当今の如来である。沙門は天子に礼を尽くすべきである」であり、あるいは、「道をよく広める人は君主である。私は天子を礼拝している訳ではなく、仏を礼拝しているのである」というものであった。
明元帝の世になっても引き続き尊崇を受け、永興年間に、輔国・宜城子・忠信侯・安成公の号を授けたが、全て固辞した。
泰常年間に、80余歳で亡くなった。皇帝は、その納棺前に三度喪に臨み、老寿将軍・趙胡霊公を追贈した。
法果には、猛という名の子があったので、詔して法果に与えた爵号を嗣がせた。